# El Pelayo
 El Pelayo, o simplemente Pelayo, es un núcleo de población del municipio de Algeciras situado a 7 kilómetros del centro de la ciudad y a 14 km de Tarifa; según el Instituto Nacional de Estadística, Pelayo cuenta con 879 habitantes. 
La población está dividida en dos por la carretera nacional N-340 quedando parte de ella dentro del parque natural de los Alcornocales. 

## Historia
La población primitiva de Pelayo tuvo origen rural basando su economía en las huertas y molinos allí presentes. Sus valles profundos entre las laderas de los montes mantienen unas condiciones climáticas muy especiales, con mayor grado de humedad y temperaturas más suaves que el resto del territorio, de ahí que los llamados "canutos de Pelayo" tuvieran unas condiciones climatológicas muy beneficiosas para los cultivos. 
El tipo de casa rural algecireño es el llamado "rancho-huerto", hoy muy deteriorado. Estas viviendas se hallaban enclavadas en los "canutos de Pelayo" y en los márgenes del Río de la Miel. Estaban dedicadas fundamentalmente a la explotación de una pequeña huerta. Este trabajo se complementaba con la cría de algunas cabras, ovejas y cerdos. 
Aún se conservan algunos molinos de agua, posiblemente de herencia musulmana, que servían para moler el trigo comprado o cosechado en sus propias huertas. La fuerza del agua que circulaba por las acequias y canales del molino, hacían mover las ruedas que transmitían la energía para la molienda.
Hoy día, sin embargo, la zona ha pasado a tener uso casi exclusivamente residencial, siendo considerada una barriada más de la ciudad. 

## Transporte
Pelayo tiene una línea regular entre Algeciras y Tarifa, a través de los autobuses de la empresa gaditana Transportes Generales Comes contando con 2 paradas en ambos sentidos, con un servicio regular cada hora y media. Para más información de horarios pincha el siguiente enlace.

## Fiestas
Pelayo celebra su propia velada durante el mes de agosto siendo esta una de las pocas de las que en la actualidad se celebran en las barriadas de Algeciras.
Es destacable durante las fiestas de Navidad la realización por parte de los vecinos de Pelayo de un belén viviente muy apreciado en el entorno local.

## Prensa
"Pelayo es un brócoli. No hay un sitio más verde, más bonito, más puro en todo el mundo." Pink Chadora